# أبرشية الرومان الكاثوليك في ميلانو
أبرشية ميلانو (باللاتينية: Archidioecesis Mediolanensis؛ بالإيطالية: Arcidiocesi di Milano) هي أبرشية رومانية كاثوليكية والتي تغطي مدينة ميلانو، ومونزا، وليكو وفاريزي. حافظت أبرشية ميلانو على تقاليدها الدينية الخاصة بها، إذ أنّ كاثوليك الأبرشيَّة يتبعون الطقس الأمبروزي (بالإيطالية :Rito ambrosiano) ويعرف أحيانًا باسم طقس ميلانو، وهو طقس ديني من تقاليد الكاثوليكية الغربية وسميّ على اسم أمبروز، وهو قديس حسب التقاليد المسيحية وأحد الرموز المؤثرة في تاريخ الكنيسة في مدينة ميلانو.
تضم أبرشية ميلانو رعايا أبرشية ميلانو، إلى جانب أبرشية بيرجامو، وبريشيا، وكومو، وكريما، وكريمونا، ولودي، ومانتوفا، وبافيا، وفيجيفانو. وينضوي تحت سلطة الأبرشية حوالي 4.8 مليون كاثوليكي، وبالتالي تعد أبرشية ميلانو الأبرشية الكاثوليكية الأكبر في أوروبا.